# Torsballig
Torsballig (dänisch: Torsballe) ist ein Dorf im Kreis Schleswig-Flensburg in Schleswig-Holstein. Seit dem 1. März 2013 ist es Ortsteil der Gemeinde Mittelangeln.

## Geschichte
Der Ortsname Torsballig steht mit dem Donnergott Thor in Verbindung. Torsballig wurde 1467 als Torslaff erstmals erwähnt. Im Zuge der Gebietsreform der 1970er Jahre verlor die Gemeinde Torsballig ihre Eigenständigkeit und kam zur Gemeinde Havetoftloit. Mit deren Auflösung am 1. März 2013 kam Torsballig zur neu gebildeten Gemeinde Mittelangeln.    

### Sage des Königs Frode
Eine Sage berichtet, dass früher auf den Feldern von Havetoft, Havetoftloit sowie Taarballig eine große Anzahl von Grabhügeln zu sehen war, die an eine große Schlacht erinnerten, die einst dort ausgefochten wurde. — Östlich des alten Dorfkerns von Torsballig befinden sich drei unter Denkmalschutz stehende Hünengräber. Der größte von ihnen wird Hermannshoi genannt. — Die Sage berichtet über den Hermannshoi, dass dort der „erste König Frode“ ruhen würde (demnach könnte Frotho I. gemeint sein).

## Persönlichkeiten
- Johann Jürgen Callsen (1831–1919), Lehrer